# Neo-ricardianismo
A escola neo-ricardiana é uma corrente de pensamento econômico que teve origem na meticulosa análise e interpretação que Piero Sraffa fez da obra de David Ricardo. Sraffa, um economista italiano do século XX, criticou vigorosamente os fundamentos da economia neoclássica em seu influente trabalho "A Produção de Mercadorias por Meio de Mercadorias". Foi nesse contexto que a escola neo-ricardiana se desenvolveu, especialmente durante a controvérsia da capital de Cambridge, na qual economistas como Joan Robinson, Luigi Pasinetti e outros contribuíram para a formulação e refinamento das ideias neo-ricardianas.  Essa escola de pensamento econômico contesta, de maneira particular, a teoria neoclássica da distribuição de renda, oferecendo uma abordagem alternativa para compreender os mecanismos econômicos. Ao fazer isso, ela busca transcender as limitações percebidas na visão neoclássica, especialmente no que diz respeito às relações entre produção, distribuição e preço.
David Ricardo, o proeminente economista inglês do século XIX, foi uma figura-chave para a escola neo-ricardiana. Sua teoria, centrada no valor do trabalho como determinante fundamental do valor, enfrentou desafios significativos, incluindo a busca infrutífera por uma medida invariável de valor. Os neo-ricardianos, ao revisitar e reinterpretar as ideias de Ricardo, procuraram desenvolver uma estrutura teórica mais robusta e coerente.
Piero Sraffa, por sua vez, desempenhou um papel crucial no desenvolvimento da escola neo-ricardiana. Em sua abordagem, Sraffa propôs uma análise dos preços em termos de salários, quantidades de capital e lucros, em contraposição à concepção predominante que os via apenas como reflexo do tempo de trabalho. Sraffa argumentou que os preços reais, medidos em relação a produtos compostos ou padrão, permaneceriam estáveis, a menos que houvesse alterações na tecnologia subjacente. Essa perspectiva única sobre a determinação dos preços contribuiu para moldar a visão neo-ricardiana sobre a economia e a distribuição de renda. Além disso, é importante destacar que a escola neo-ricardiana se sobrepõe parcialmente a outras correntes de pensamento econômico, como a economia pós-keynesiana e neomarxista. Essa sobreposição revela a complexidade e a riqueza das discussões dentro da escola neo-ricardiana, que busca integrar elementos das teorias econômicas existentes para oferecer uma compreensão mais abrangente dos fenômenos econômicos.
Normalmente considera-se que neo-ricardianos proeminentes incluem Pierangelo Garegnani, Krishna Bharadwaj, Luigi Pasinetti, Joan Robinson, Heinz D. Kurz, Ian Steedman, Murray Milgate, Fernando Vianello, John EatwellNeri Salvadori, Bertram Schefold, Theodore Mariolis, Giorgio Gilibert, Gilbert Abraham-Frois, Maurice Dobb, Alessandro Roncaglia, Sergio Parrinello, Roberto Ciccone, Fabio Ravagnani, Franklin Serrano, Massimo Pivetti, Fabio Petri.
A escola neo-ricardiana diferencia-se de outras correntes econômicas devido a suas abordagens específicas em relação à teoria do valor, distribuição de renda e análise dos preços. A escola neo-ricardiana compartilha com David Ricardo a ideia de que o valor é determinado pelo trabalho, mas expande essa concepção. Enquanto Ricardo focava no valor do trabalho como determinante central, os neo-ricardianos, especialmente Piero Sraffa, propuseram uma análise mais ampla da produção de mercadorias por meio de mercadorias. Eles buscaram entender como as mercadorias se relacionam entre si na produção, sem se restringirem unicamente ao trabalho como medida de valor. Piero Sraffa, em sua obra "The Production of Commodities by Means of Commodities," argumentou que os preços são determinados não apenas pelo trabalho, mas também por relações entre salários, lucros e quantidades de capital. Ele introduziu a ideia de que os preços reais, medidos em termos de produtos básicos ou padrão de subsistência, permanecem relativamente estáveis, a menos que haja mudanças na tecnologia subjacente. Essa abordagem difere das teorias neoclássicas que enfatizam a oferta e demanda como determinantes primários de preços.
A noção de "padrão de subsistência" em Sraffa influenciou a análise da distribuição de renda. Ele argumentou que os salários reais são fundamentais na determinação dos preços e, portanto, desempenham um papel crucial na distribuição de renda. Essa perspectiva difere das visões neoclássicas que frequentemente se concentram apenas nas forças de mercado. A escola neo-ricardiana contesta particularmente a teoria neoclássica da distribuição de renda. Enquanto os neoclássicos muitas vezes modelam a distribuição de renda com base nas condições de oferta e demanda, os neo-ricardianos propõem uma análise mais estrutural, incorporando salários e capital de maneira mais intrínseca. A escola neo-ricardiana mostra sobreposição parcial com a economia pós-keynesiana e neomarxista, indicando uma abordagem eclética que incorpora elementos de diferentes tradições econômicas para criar uma visão mais abrangente e integrada.